# توم ريتشاردز
توم ريتشاردز (بالإنجليزية: Tom Richards)‏ (16 أكتوبر 1994 بغلدفورد في المملكة المتحدة - ) هو لاعب كرة قدم بريطاني في مركز الدفاع. لعب مع نادي فولهام وإيه أف سي ويمبلدون ونادي ألدرشوت تاون.

## وصلات خارجية
- توم ريتشاردز على موقع قاعدة بيانات كرة القدم.إي يو (الإنجليزية)
- توم ريتشاردز على موقع Soccerbase.com (لاعب) (الإنجليزية)
- توم ريتشاردز على موقع عالم كرة القدم.نت (الإنجليزية)